# Élections au Parlement basque de 2024
Les élections au Parlement basque de 2024 (en basque : 2024ko Eusko Legebiltzarrerako hauteskundeak, en espagnol : Elecciones al Parlamento Vasco de 2024) se tiennent le 21 avril 2024, afin d'élire les 75 députés de la XIIIe législature du Parlement basque pour un mandat de quatre ans.
Le Parti nationaliste basque, historiquement au pouvoir au Pays basque, arrive en tête en voix et semble en mesure de se maintenir au pouvoir dans le cadre de sa coalition avec le Parti socialiste. Il fait cependant jeu égal en sièges avec EH Bildu, qui réalise une percée historique grâce au succès de sa stratégie de « normalisation ». Son discours social et pragmatique lui permet de conquérir l'électorat jeune, rentabiliser les critiques du bilan du Parti nationaliste et capter la base électorale de Podemos. Les résultats débouchent sur le Parlement le plus nationaliste de l'histoire de la communauté autonome.
Moins d'une semaine après la tenue du scrutin, le Parti nationaliste et le Parti socialiste ouvrent des négociations en vue de renouveler leur coalition, qui se concluent positivement au début du mois de juin suivant. Deux mois après les élections, Imanol Pradales est élu lehendakari par le Parlement et forme son gouvernement.

## Contexte

### Élections basques de 2020
Lors des élections du 12 juillet 2020, le Parti nationaliste basque (EAJ-PNV) du lehendakari sortant, Iñigo Urkullu, renforce sa majorité relative au Parlement avec 31 députés sur 75. Il est suivi d'Euskal Herria Bildu, qui confirme son leadership sur la gauche, tandis que le Parti socialiste (PSE-EE-PSOE), partenaire de coalition de l'EAJ-PNV, progresse à peine et qu'Elkarrekin Podemos (EP) perd la moitié de son groupe parlementaire. 
L'EAJ-PNV et le PSE-EE-PSOE ouvrent des négociations en vue de reconduire leur entente, désormais majoritaire, le 20 juillet. Cinq semaines plus tard, le 27 août, les deux partis indiquent avoir conclu un nouvel accord de coalition, ratifié par leurs directions respectives. Lors d'une session parlementaire spéciale, Iñigo Urkullu est investi pour un troisième mandat président du gouvernement par 40 voix sur 75, une députée de l'EAJ-PNV se trouvant en quatorzaine.

### Élections de 2023
Le résultat des élections municipales du 28 mai 2023 montrent une nette progression de Bildu, que le PNV devance d'un peu plus d'un point, contre 11 quatre ans auparavant : la gauche abertzale l'emporte à Vitoria-Gasteiz, où le PNV n'est plus que la quatrième force politique et à Saint-Sébastien, les deux partis obtiennent le même nombre d'élus. Au niveau provincial, Bildu devance le PNV aux élections dans le Guipuscoa.
Moins de deux mois plus tard ont lieu les élections générales anticipées. Le Parti socialiste l'emporte en voix et obtient 5 députés sur 18, soit autant que Bildu et le PNV. Inattendu, ce résultat marque la première victoire du PSOE au Pays basque depuis 2008. Avec huit points, 100 000 voix et un députés de moins qu'en 2019, le PNV réalise son plus mauvais résultat depuis les années 1980. Il devance Bildu d'à peine 1 000 bulletins de vote. Le Parti populaire (PP) obtient deux députés, un de plus que quatre ans plus tôt, tandis que la coalition Sumar ne conserve qu'un des trois parlementaires obtenus en 2019 par Unidas Podemos.
Le 22 février 2024, Iñigo Urkullu annonce que les élections auront lieu le 21 avril suivant.

## Mode de scrutin

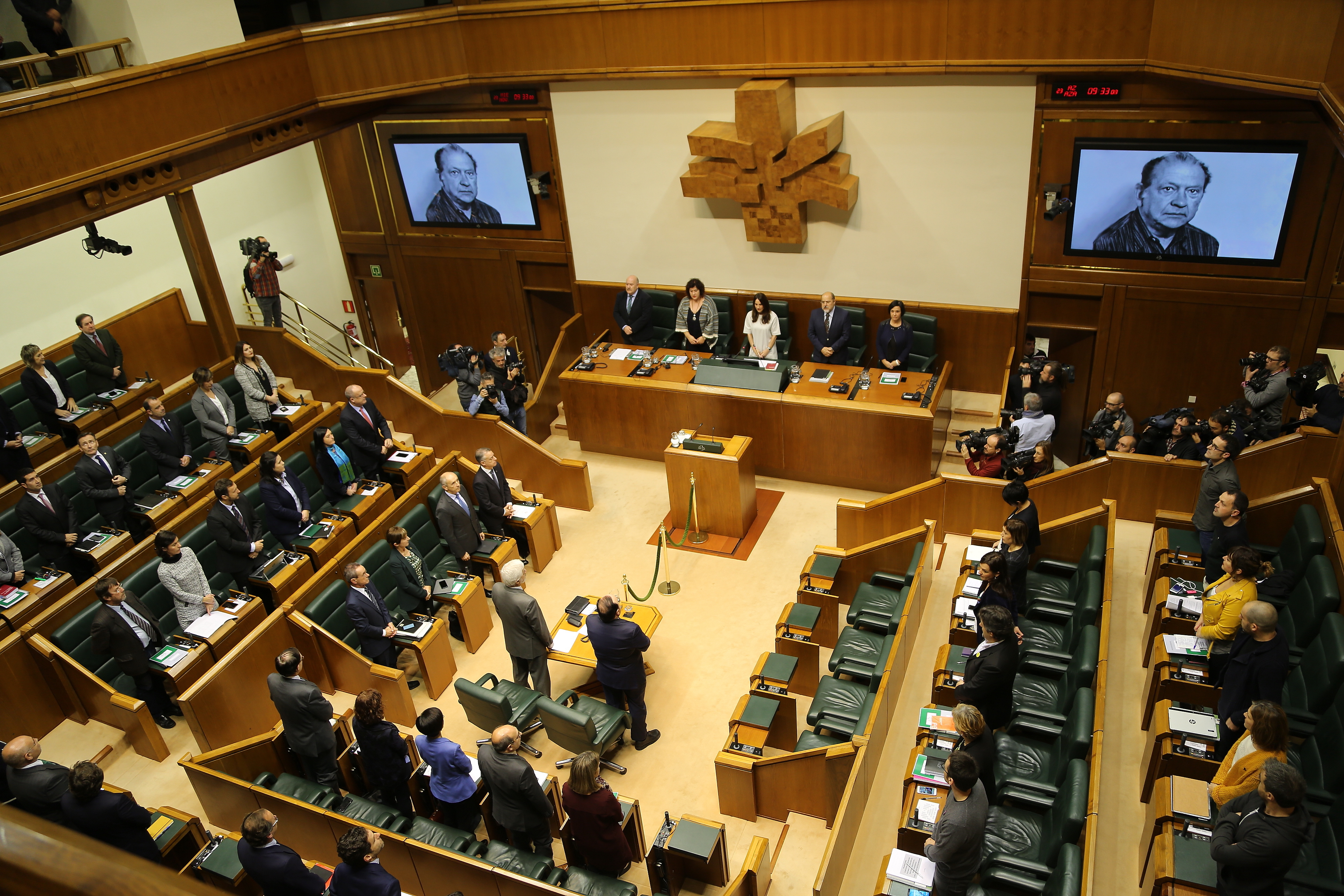
Salle des séances du Parlement basque.

Le Parlement basque (Eusko Legebiltzarra, Parlamento Vasco) est l'assemblée législative monocamérale de la communauté autonome du Pays basque. Il est constitué de 75 députés (diputatuak) élu pour une législature de quatre ans au suffrage universel direct selon les règles du scrutin proportionnel d'Hondt par l'ensemble des personnes résidant dans la communauté autonome où résidant momentanément à l'extérieur de celle-ci, si elles en font la demande.

### Nombre de députés
L'article 26 du statut d'autonomie de 1979 dit « de Guernica » dispose que le Parlement sera composé d'un nombre égal de députés représentant les territoires historiques — l'Alava, le Guipuscoa et la Biscaye — et élu pour une période de quatre ans. En vertu de l'article 10 de la loi 5/1990 relative aux élections au Parlement basque, le nombre de députés par circonscription est fixé à 25, ce qui établit la composition de l'hémicycle à 75 parlementaires.
| Circonscriptions | Députés | Carte                        |
| ---------------- | ------- | ---------------------------- |
| Alava            | 25      | Députés par circonscription. |
| Biscaye          | 25      | Députés par circonscription. |
| Guipuscoa        | 25      | Députés par circonscription. |

### Convocation et candidatures
Conformément à l'article 46 de la loi électorale 5/1990, les élections sont convoquées par le président du gouvernement basque au moyen d'un décret qui doit être pris le 25e jour précédant l'expiration de la législature — quatre ans après le précédent scrutin, jour pour jour — et publié le lendemain au Journal officiel (Boletín Oficial del País Vasco, BOPV). Les élections doivent se tenir 54 jours après cette publication.
Peuvent présenter des candidatures : 
- les partis, associations et fédérations politiques inscrits au registre des associations politiques du ministère de l'Intérieur ;
- les coalitions électorales formées par les entités précitées ;
- les groupes d'électeurs, à la condition d'avoir réuni les parrainages d'au moins 1 % des électeurs de la circonscription électorale concernée[13].

Tous les candidats doivent être résidents enregistrés au Pays basque, ou prouver que leur dernière domiciliation administrative se trouvait sur le territoire basque s'ils sont expatriés. Les listes de candidats doivent présenter au moins 50 % de femmes, cette proportion devant se retrouver pour chaque groupe de six candidats,.

### Répartition des sièges
Le Parlement est élu au scrutin proportionnel d'Hondt. La répartition des sièges est opérée de la manière suivante : 
- les listes sont classées par ordre décroissant selon le nombre de votes obtenus ;
- le nombre de votes de chaque liste est divisé par 1, puis 2, puis 3... jusqu'au nombre total de sièges à pourvoir ;
- les sièges sont attribués aux quotients les plus élevés, toutes listes confondues, par ordre décroissant jusqu'au dernier siège à pourvoir

Seules les listes ayant remporté au moins 3 % des suffrages valables dans la circonscription concernée, ce qui inclut les votes blancs, participent à cette répartition.

## Campagne

### Forces politiques
| Force politique | Force politique                                                                                              | Force politique                                                                                              | Force politique                                                        | Chef de file          | Idéologie                                                                            | Résultats en 2020           |
| --------------- | --- | --- | ---------------------------------------------------------------------- | --------------------- | ------------------------------------------------------------------------------------ | --------------------------- |
|                 | Parti nationaliste basque (eu) Euzko Alderdi Jeltzalea (es) Partido Nacionalista Vasco                       | Parti nationaliste basque (eu) Euzko Alderdi Jeltzalea (es) Partido Nacionalista Vasco                       | EAJ-PNV                                                                | Imanol Pradales       | Centre Nationalisme, démocratie chrétienne, libéral-conservatisme                    | 38,70 % des voix 31 députés |
|                 | Euskal Herria Bildu (fr) Réunir le Pays basque                                                               | Euskal Herria Bildu (fr) Réunir le Pays basque                                                               | EH Bildu                                                               | Pello Otxandiano (es) | Gauche à extrême gauche Progressisme, nationalisme, indépendantisme                  | 27,60 % des voix 21 députés |
|                 | Parti socialiste du Pays basque-Gauche basque-PSOE (es) Partido Socialista de Euskadi-Euskadiko Ezkerra-PSOE | Parti socialiste du Pays basque-Gauche basque-PSOE (es) Partido Socialista de Euskadi-Euskadiko Ezkerra-PSOE | PSE-EE-PSOE                                                            | Eneko Andueza (es)    | Centre gauche Social-démocratie, progressisme                                        | 13,52 % des voix 10 députés |
|                 | Parti populaire (es) Partido Popular                                                                         | Parti populaire (es) Partido Popular                                                                         | PP                                                                     | Javier de Andrés      | Centre droit à droite Libéral-conservatisme, démocratie chrétienne                   | En coalition 4 députés      |
|                 | Elkarrekin Podemos-Alianza Verde (fr) Unis nous pouvons-Alliance verte                                       | Elkarrekin Podemos-Alianza Verde (fr) Unis nous pouvons-Alliance verte                                       | Elkarrekin Podemos-Alianza Verde (fr) Unis nous pouvons-Alliance verte | Miren Gorrotxategi    | Gauche à extrême gauche Socialisme démocratique, populisme de gauche, républicanisme | En coalition 4 députés      |
|                 | Podemos | |                                                                        | Miren Gorrotxategi    | Gauche à extrême gauche Socialisme démocratique, populisme de gauche, républicanisme | En coalition 4 députés      |
|                 | Alianza Verde                                                                                                | AV |                                                                        | Miren Gorrotxategi    | Gauche à extrême gauche Socialisme démocratique, populisme de gauche, républicanisme | En coalition 4 députés      |
|                 | Sumar (fr) Rassembler                                                                                        | Sumar (fr) Rassembler                                                                                        | Sumar (fr) Rassembler                                                  | Alba García (es)      | Gauche Progressisme, écologie politique, féminisme                                   | En coalition 2 députés      |
|                 | Sumar | SMR |                                                                        | Alba García (es)      | Gauche Progressisme, écologie politique, féminisme                                   | En coalition 2 députés      |
|                 | Ezker Anitza                                                                                                 | EzAn-IU |                                                                        | Alba García (es)      | Gauche Progressisme, écologie politique, féminisme                                   | En coalition 2 députés      |
|                 | Berdeak Equo                                                                                                 | |                                                                        | Alba García (es)      | Gauche Progressisme, écologie politique, féminisme                                   | En coalition 2 députés      |
|                 | Más Euskadi                                                                                                  | |                                                                        | Alba García (es)      | Gauche Progressisme, écologie politique, féminisme                                   | En coalition 2 députés      |
|                 | Vox | Vox | Vox                                                                    | Amaia Martínez (es)   | Droite radicale à extrême droite Néo-franquisme, centralisme, ultranationalisme      | 1,94 % des voix 1 député    |

### Renouvellement générationnel
Ces élections sont l'occasion pour les principales forces politiques basques de procéder à un renouvellement du personnel politique. Les chefs de file du Parti nationaliste basque (EAJ-PNV), d'Euskal Herria Bildu (EH Bildu) et du Parti socialiste (PSE-EE-PSOE) ont en effet obtenu leurs premiers mandats électifs au moment de la fin de l'activité de l'organisation terroriste ETA. Plusieurs figures parlementaires ou gouvernementales marquantes des précédentes décennies ont par ailleurs l'intention de se retirer à l'occasion du scrutin de 2024, outre Iñigo Urkullu qui n'a pas été investi pour une nouvelle candidature : le porte-parole parlementaire de l'EAJ-PNV Joseba Egibar, le premier vice-président du gouvernement Josu Erkoreka, le conseiller aux Finances Pedro Azpiazu, la deuxième vice-présidente du gouvernement et ex-secrétaire générale du PSE-EE-PSOE Idoia Mendia, le conseiller au Logement Iñaki Arriola, ou encore l'ex-président du Parti populaire Carlos Iturgaiz.

### Sondages

Moyenne lissée des sondages.

## Résultats

### Participation
| Taux de participation | En 2020 | En 2024 | Différence |
| --------------------- | ------- | ------- | ---------- |
| à 12 heures           | 14,14 % | NC      | –          |
| à 13 heures           | NC      | 28,05 % | –          |
| à 17 heures           | 36,02 % | NC      | –          |
| à 18 heures           | NC      | 51,03 % | –          |
| à 20 heures           | 52,86 % | 62,52 % | 9,66       |
| Final                 | 50,78 % | 60,02 % | 9,24       |

### Voix et sièges

#### Total régional
|                          |                                                                  |           |       |               |        |               |  |  |  |
| Partis                   | Partis                                                           | Voix      | %     | +/-           | Sièges | +/−           |  |  |  |
|                          | Parti nationaliste basque (EAJ-PNV)                              | 372 456   | 34,82 | 3,88          | 27     | 4             |  |  |  |
|                          | Euskal Herria Bildu (EH Bildu)                                   | 343 609   | 32,13 | 4,53          | 27     | 6             |  |  |  |
|                          | Parti socialiste du Pays basque-Gauche basque-PSOE (PSE-EE-PSOE) | 150 752   | 14,09 | 0,57          | 12     | 2             |  |  |  |
|                          | Parti populaire (PP)                                             | 98 144    | 9,18  | N/a           | 7      | 3             |  |  |  |
|                          | Sumar                                                            | 35 402    | 3,31  | N/a           | 1      | 1             |  |  |  |
|                          | Elkarrekin Podemos-Alianza Verde                                 | 23 888    | 2,23  | N/a           | 0      | 4             |  |  |  |
|                          | Vox                                                              | 21 696    | 2,03  | 0,09          | 1      | en stagnation |  |  |  |
|                          | Parti animaliste avec l'environnement (PACMA)                    | 5 585     | 0,52  | 0,02          | 0      | en stagnation |  |  |  |
|                          | Sièges en blanc (EB)                                             | 3 112     | 0,29  | 0,02          | 0      | en stagnation |  |  |  |
|                          | Por un Mundo más Justo (PUM+J)                                   | 1 683     | 0,16  | 0,04          | 0      | en stagnation |  |  |  |
|                          | Être (Izan)                                                      | 1 419     | 0,13  | Nv.           | 0      | en stagnation |  |  |  |
|                          | Parti communiste des travailleurs du Pays basque (PCTE/ELAK)     | 666       | 0,06  | en stagnation | 0      | en stagnation |  |  |  |
|                          | Parti humaniste (PH)                                             | 475       | 0,04  | 0,01          | 0      | en stagnation |  |  |  |
|                          | Ongi Etorri (OE)                                                 | 187       | 0,02  | 0,01          | 0      | en stagnation |  |  |  |
|                          | Ciudadanos (Cs)                                                  | [ b ]     | [ b ] | [ b ]         | [ b ]  | 2             |  |  |  |
|                          | Votes blancs                                                     | 10 523    | 0,98  | 0,04          |        |               |  |  |  |
|                          |                                                                  |           |       |               |        |               |  |  |  |
| Votes valides            | Votes valides                                                    | 1 069 597 | 99,37 |               |        |               |  |  |  |
| Votes nuls               | Votes nuls                                                       | 7 859     | 0,73  |               |        |               |  |  |  |
| Total                    | Total                                                            | 1 077 456 | 100   | –             | 75     | en stagnation |  |  |  |
| Abstentions              | Abstentions                                                      | 717 757   | 39,98 |               |        |               |  |  |  |
| Inscrits / participation | Inscrits / participation                                         | 1 795 213 | 60,02 |               |        |               |  |  |  |

#### Par circonscription
| Circonscription | Circonscription | Alava   | Alava   | Alava  | Alava         | Biscaye | Biscaye | Biscaye | Biscaye       | Guipuscoa | Guipuscoa | Guipuscoa | Guipuscoa     |
| --------------- | --------------- | ------- | ------- | ------ | ------------- | ------- | ------- | ------- | ------------- | --------- | --------- | --------- | ------------- |
|                 |                 |         |         |        |               |         |         |         |               |           |           |           |               |
| Sièges          | Sièges          | 25      | 25      | 25     | en stagnation | 25      | 25      | 25      | en stagnation | 25        | 25        | 25        | en stagnation |
|                 |                 |         |         |        |               |         |         |         |               |           |           |           |               |
|                 |                 | Nombre  | Nombre  | %      | %             | Nombre  | Nombre  | %       | %             | Nombre    | Nombre    | %         | %             |
| Inscrits        | Inscrits        | 261 623 | 261 623 | 100,00 | 100,00        | 945 878 | 945 878 | 100,00  | 100,00        | 587 712   | 587 712   | 100,00    | 100,00        |
| Abstentions     | Abstentions     | 106 244 | 106 244 | 40,61  | 40,61         | 370 513 | 370 513 | 39,17   | 39,17         | 241 000   | 241 000   | 41,00     | 41,00         |
| Votants         | Votants         | 155 379 | 155 379 | 59,39  | 59,39         | 575 365 | 575 365 | 60,83   | 60,83         | 346 712   | 346 712   | 59,00     | 59,00         |
| Nuls            | Nuls            | 1 624   | 1 624   | 1,05   | 1,05          | 4 371   | 4 371   | 0,76    | 0,76          | 1 864     | 1 864     | 0,54      | 0,54          |
| Exprimés        | Exprimés        | 153 755 | 153 755 | 98,95  | 98,95         | 570 994 | 570 994 | 99,24   | 99,24         | 344 848   | 344 848   | 99,46     | 99,46         |
|                 |                 |         |         |        |               |         |         |         |               |           |           |           |               |
| Partis          | Partis          | Voix    | %       | Sièges | +/−           | Voix    | %       | Sièges  | +/−           | Voix      | %         | Sièges    | +/−           |
|                 | EAJ-PNV         | 41 111  | 26,74   | 7      | 2             | 223 118 | 39,08   | 11      | 1             | 108 227   | 31,38     | 9         | 1             |
|                 | EH Bildu        | 44 815  | 29,15   | 8      | 2             | 161 486 | 28,28   | 8       | 2             | 137 308   | 39,82     | 11        | 2             |
|                 | PSE-EE-PSOE     | 24 911  | 16,20   | 4      | en stagnation | 79 575  | 13,97   | 4       | 1             | 46 266    | 13,42     | 4         | 1             |
|                 | PP              | 24 429  | 15,89   | 4      | 2             | 51 644  | 9,04    | 2       | 1             | 22 071    | 6,40      | 1         | en stagnation |
|                 | Sumar           | 5 630   | 3,66    | 1      | en stagnation | 19 155  | 3,35    | 0       | en stagnation | 10 617    | 3,08      | 0         | 1             |
|                 | EP-AV           | 3 681   | 2,39    | 0      | 1             | 12 738  | 2,23    | 0       | 2             | 7 469     | 2,17      | 0         | 1             |
|                 | Vox             | 5 656   | 3,68    | 1      | en stagnation | 10 822  | 1,90    | 0       | en stagnation | 5 218     | 1,51      | 0         | en stagnation |
|                 | Autres          | 2 153   | 1,40    | 0      | 1             | 7 288   | 1,28    | 0       | 1             | 4 046     | 1,17      | 0         | en stagnation |
|                 | Blanc           | 1 369   | 0,89    |        |               | 5 528   | 0,97    |         |               | 3 626     | 1,05      |           |               |

### Analyse

Parti arrivé en tête par territoire et intensité de son score.

Arrivant à égalité en sièges avec le Parti nationaliste basque (EAJ-PNV) qui domine la vie politique basque depuis des décennies, Euskal Herria Bildu — considérée comme l'héritière du bras politique d'ETA — réalise une percée électorale historique au Pays basque. L'EAJ-PNV, qui gouverne en coalition avec le Parti socialiste, s'assure cependant un court avantage en voix, de l'ordre de deux points et demi de pourcentage. Si l'accession du Pays basque à la souveraineté n'est pas une priorité dans la société, les élections débouchent sur le Parlement le plus nationaliste de l'histoire de la communauté autonome, 72 % des sièges de député étant occupés par des partis issus de cette mouvance.
Ce succès de Bildu repose sur la réussite de sa stratégie de « normalisation » visant à faire primer un discours social, écologiste et féministe proche des préoccupations du quotidien sur les revendications identitaires, afin de séduire la génération qui n'a pas connu les « années de plomb » marquées par le terrorisme d'ETA. La coalition indépendantiste devient ainsi la première force politique au sein de la jeunesse et capte l'essentiel de l'électorat de Podemos.
Elle bénéficie aussi des critiques relatives au bilan de l'EAJ-PNV. Alors qu'il avait prévu de revendiquer sa gestion efficace de la communauté autonome, le Parti nationaliste a été plombé par la crise que traversent les services publics, la forte hausse des loyers ou encore la peur d'une désindustrialisation dans cette prospère région industrielle. S'il l'emporte en voix, le résultat montre que le parti historiquement au pouvoir est en perte de vitesse. Son maintien au pouvoir semble cependant assuré dans la mesure où sa coalition avec le Parti socialiste conserve la majorité.
Arrivé troisième dans les urnes, le Parti socialiste (PSE-EE-PSOE) était un temps perçu comme l'arbitre entre les deux partis vainqueurs, alliés indispensables du gouvernement de coalition de gauche au Congrès des députés. Il indique cependant ne pas avoir l'intention de soutenir l'accession au pouvoir de Bildu, dénonçant son refus de condamner le « terrorisme », une posture ratifiée de facto par le chef de file de Bildu lors de la dernière semaine de campagne quand il a refusé de qualifier ETA de « groupe terroriste ».

### Conséquences

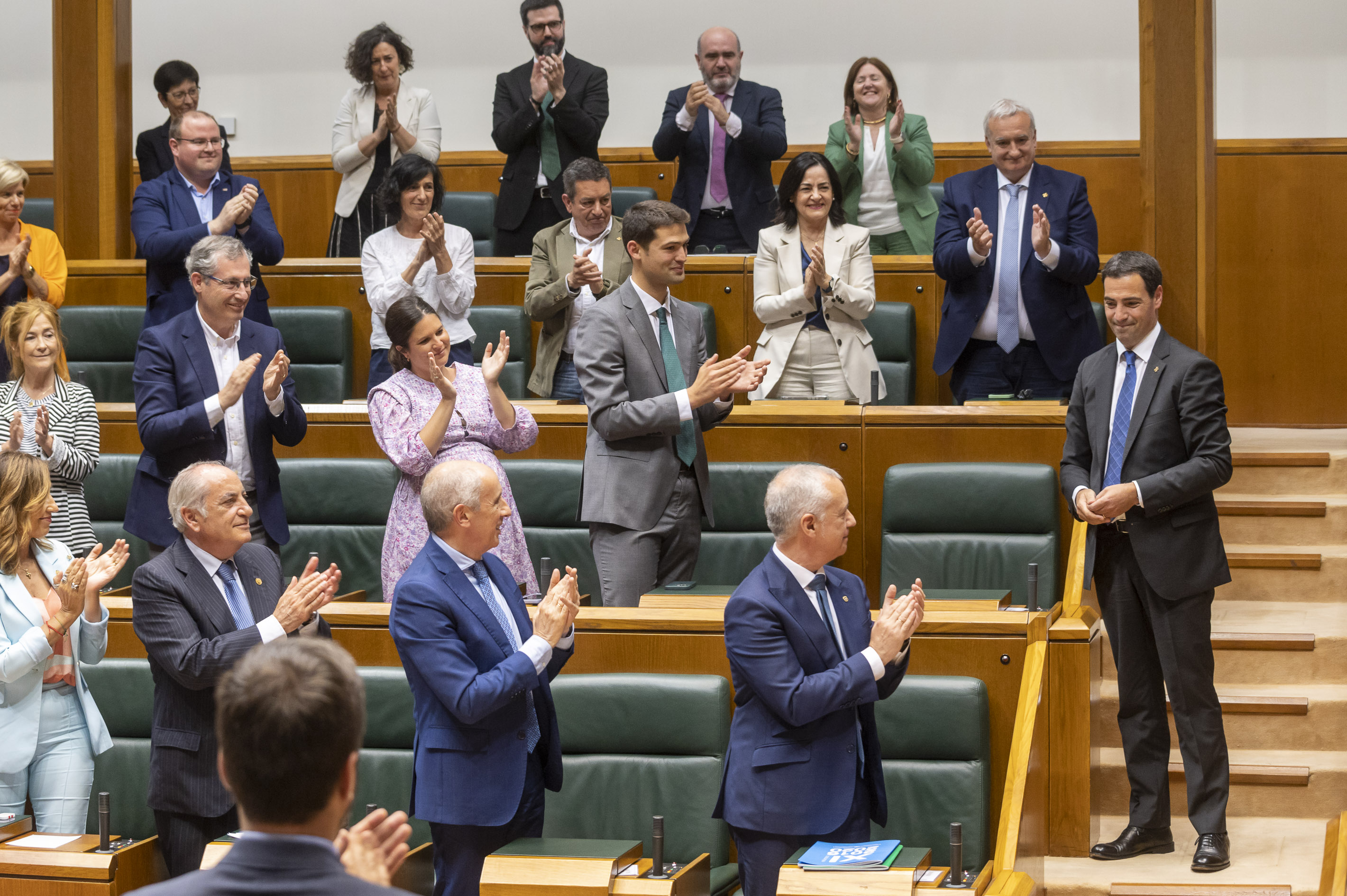
Imanol Pradales est investi lehendakari le 20 juin 2024.

Conformément à une annonce conjointe publiée le 24 avril 2024, le Parti nationaliste basque et le Parti socialiste entament le 29 avril des négociations en vue de reconduire leur coalition. Le 10 juin, l'EAJ-PNV et le PSE-EE-PSOE annoncent avoir conclu un accord pour renouveler leur coalition. Il est ratifié le 17 juin par l'assemblée nationale du Parti nationaliste tandis que le Parti socialiste révèle qu'il a été approuvé à 96 % lors d'un référendum interne organisé sur quatre jours.
Lors de la séance d'installation de la XIIIe législature le 14 mai 2024, Bakartxo Tejeria (EAJ-PNV) est élue pour la quatrième fois consécutive présidente du Parlement basque, bénéficiant des 39 voix de son parti et du PSE-EE-PSOE. Une semaine plus tard, Bakartxo Tejeria informe le bureau que la séance d'investiture du lehendakari se tiendra le 20 juin et que sa prise de fonction lors d'une cérémonie de prestation de serment sous l'arbre de Guernica se déroulera deux jours plus tard.
Le 20 juin, Imanol Pradales et Pello Otxiandano soumettent tous deux leur candidature à la présidence du gouvernement autonome devant le Parlement. Après une journée de débat, Imanol Pradales est élu par 39 voix favorables, tandis que Pello Otxiandano en recueille 27. Assermenté le 22 juin, il révèle le même jour la liste des membres de son gouvernement, qui entre en fonction après avoir prêté serment le 25 juin.